# Sistema termodinamico

Schematizzazione di un sistema termodinamico o semplice

Un sistema termodinamico o semplice è una porzione di spazio materiale, separata dal resto dell'universo termodinamico (ovvero dall'ambiente esterno) mediante una superficie di controllo (o confine) reale o immaginaria, rigida o deformabile; può essere sede di trasformazioni interne e scambi di materia e/o di energia con l'ambiente esterno (ovvero tutto ciò di esterno al sistema che interagisce con esso).

## Classificazione
Esistono tre tipi principali di sistemi termodinamici: aperto, chiuso e isolato. In particolare:
- un sistema si dice aperto se consente un flusso con l'ambiente esterno, sia di massa sia di energia (tramite calore e/o lavoro e/o altra forma di energia), attraverso il suo confine;[2] un esempio di sistema aperto è una piscina piena d'acqua, in cui l'acqua può entrare o uscire dalla piscina e può essere riscaldata da un sistema di riscaldamento e raffreddata dal vento;
- un sistema si dice chiuso se consente un flusso di energia con l'ambiente esterno, attraverso il suo confine, (tramite calore e/o lavoro e/o altra forma di energia), ma non di massa;[2] ne è un esempio una bombola tenuta chiusa da una valvola, che può scaldarsi o raffreddarsi ma non perde massa (mentre la stessa bombola si comporta da sistema aperto se apriamo la valvola);
- un sistema si dice adiabatico quando non scambia calore con l'ambiente;[2]
- un sistema si dice parzialmente isolato se consente un flusso di massa con l'ambiente esterno, attraverso il suo confine, ma non di energia;[3]
- inoltre, un sistema si dice isolato se non permette un flusso né di energia né di massa con l'ambiente esterno.[2]

Ognuno di questi sistemi può essere schematizzato ancora per la sua complessità interna, ovvero la possibilità di venire suddiviso in sottosistemi minori; otterremo così che un sistema aperto, aperto adiabatico, chiuso, chiuso adiabatico e isolato possono essere:
- semplici: un sistema è semplice se è delimitato da un confine, internamente al quale non esistono altre pareti;
- composti: un sistema è composto se è delimitato da un confine, internamente al quale esistono altre pareti.

## Descrizione microscopica e macroscopica
Un sistema termodinamico si può vedere da un punto di vista macroscopico e microscopico.

### Caratteristiche di una descrizione macroscopica di un sistema semplice
- Non si fanno ipotesi sulla struttura del sistema.
- Le grandezze necessarie per descriverlo sono in piccolo numero: pressione, volume, temperatura, quantità del gas.
- Sono percepibili dai nostri sensi.
- Esiste l'equazione di stato del gas ideale, che è particolarmente semplice e versatile; inoltre altre equazioni di trasformazione permettono di calcolare facilmente le energie e la massa scambiati.

### Caratteristiche di una descrizione di un ecosistema
È una descrizione più complicata, affrontata a livello macroscopico; però normalmente le trasformazioni non sono ideali e l'approccio richiede una preparazione di base più ampia.
- Occorre fare numerose ipotesi sulla struttura del sistema, che è composto da diverse sostanze in diverse fasi.
- Le grandezze sono in numero grande.
- A volte le cause e gli effetti degli attriti sfuggono alla percezione.
- Sono composti da molti elementi che interagiscono, a volte in modo complesso.
- A volte è necessaria la competenza matematica di trattare con numeri molto grandi.

### Caratteristiche della descrizione molecolare di un sistema
È una descrizione più complicata, l'approccio richiede una preparazione di base più ampia, di solito richiede basi di termodinamica statistica.
- Occorre fare numerose ipotesi sulla struttura del sistema, che composto da diverse sostanze in diverse fasi.
- Le grandezze sono in numero grande.
- A volte le cause e gli effetti degli attriti sfuggono alla percezione.
- Sono composti da molti elementi che interagiscono in modo indipendente.
- A volte è necessaria la competenza matematica di trattare con numeri molto grandi o con concetti abbastanza astratti.

A volte questo livello viene chiamato "microscopico", però gli atomi le molecole non sono visibili al microscopio; inoltre, al livello molecolare è quasi sempre importante il principio di indeterminazione di Heisenberg.

### Sistema semplice
Per descrivere macroscopicamente un gas ideale nel cilindro basta tenere conto di pressione, temperatura, quantità del gas e volume.

### Sistema molecolare
Per descrivere un sistema molecolare occorre considerare le molecole e gli atomi e descrivere matematicamente tutte le posizioni che esse assumono man mano che cambiano la pressione, il volume e la temperatura, tenendo conto del principio di indeterminazione, che rende statistico il comportamento del sistema e dei suoi componenti elementari.

## Superficie di controllo
La superficie di controllo (più comunemente detta confine, o parete), è quell'entità, materiale o puramente geometrica, che separa il sistema dall'ambiente esterno; un esempio di parete materiale è la superficie di una bombola (solitamente di ghisa), mentre un esempio di parete geometrica è la superficie di contatto tra aria e acqua in un bicchiere (o anche tra acqua e bicchiere).

### Classificazione di una superficie di controllo
La parete di un sistema termodinamico può essere classificata per tre parametri essenziali: permeabilità, rigidità e termicità.

#### Permeabilità
La parete può essere:
- impervia: non permette un flusso di materia (massa);
- porosa: permette un flusso di materia, anche selettivamente (come suggerisce il nome).

#### Rigidità
La parete può essere:
- rigida: non permette variazioni di volume, quindi di lavoro;
- mobile: permette variazioni di volume, quindi di lavoro.

#### Termicità
La parete può essere:
- adiabatica: non permette uno scambio di calore;
- diatermica: permette lo scambio di calore.

#### Sistemi termodinamici
I sistemi termodinamici sopraelencati non sono altro che una combinazione di queste proprietà:
- sistema aperto: parete porosa, mobile e diatermica
  - sistema aperto adiabatico: parete porosa, mobile e adiabatica
- sistema chiuso: parete impervia, mobile e diatermica
  - sistema chiuso adiabatico: parete impervia, mobile e adiabatica
- sistema isolato: parete impervia, rigida e adiabatica.